# 7334 Sciurus
7334 Sciurus è un asteroide della fascia principale. Scoperto nel 1988, presenta un'orbita caratterizzata da un semiasse maggiore pari a 2,4123118 UA e da un'eccentricità di 0,1448253, inclinata di 6,51500° rispetto all'eclittica.